# Cortes de Barcelona (1599)

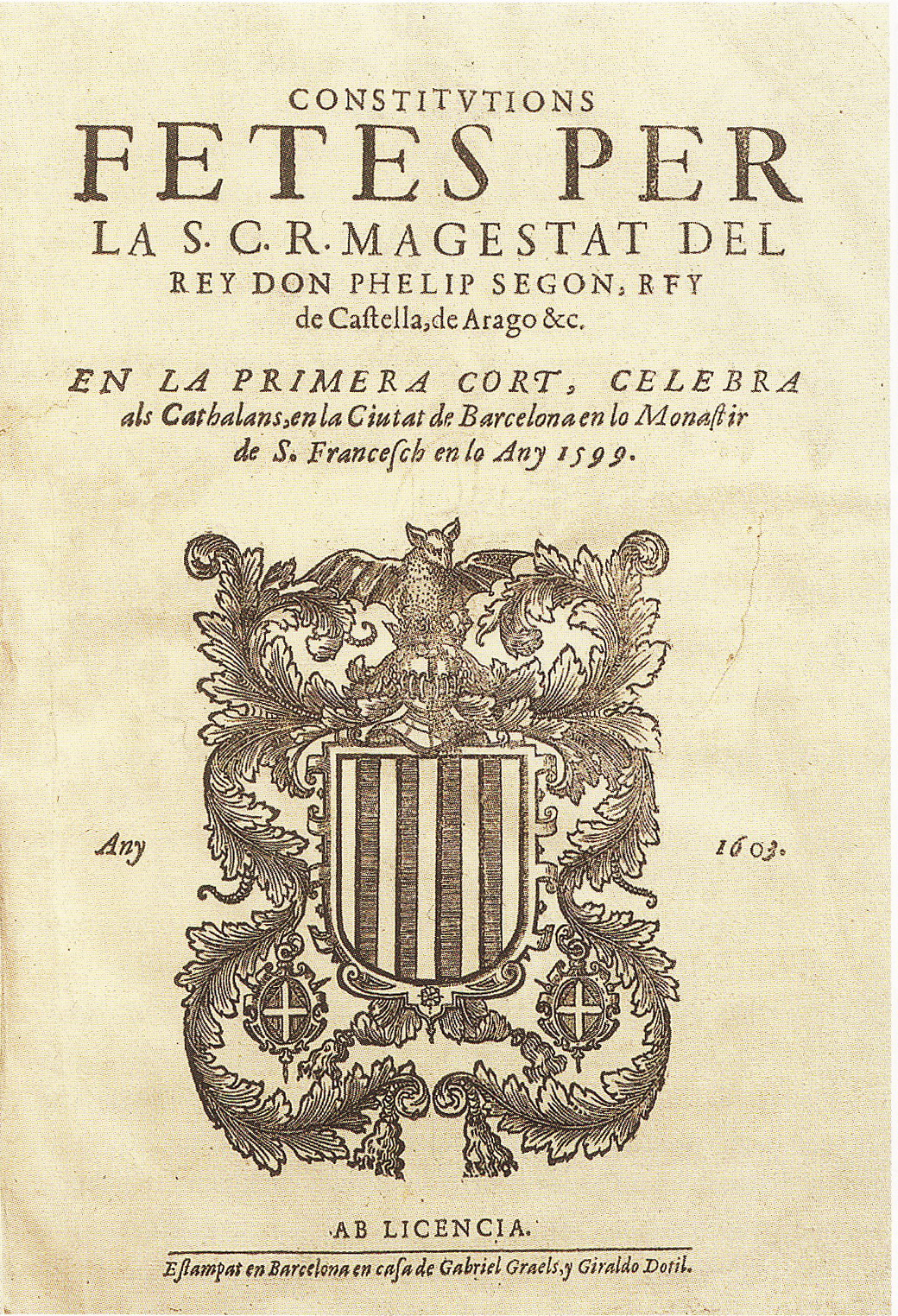
Publicación de las Constituciones de 1599, impresa en 1603.

Las Cortes de Barcelona de 1599 fueron presididas por el rey Felipe III. 
Eran las primeras Cortes de Felipe III y estaban precedidas por los incidentes de los años de 1590, en tiempos de Felipe II, en que los enfrentamientos entre la Generalidad y el virrey Pere Lluís Galceran de Borja i de Castre-Pinós acabaron con la persecución y el exilio del diputado militar Joan Granollacs i Pons, con una práctica suspensión de la Constitución de la Observancia y con una intervención real del proceso de insaculación. El nuevo rey fue a Barcelona con la intención de mejorar las relaciones, pero aparecieron puntos históricamente conflictivos sobre los que nose llegó a ningún acuerdo y finalmente las Cortes se cerraron en falso. Así pues, mientras que el rey aceptó la regulación de la Inquisición (reclamación de más de un siglo) y la concesión de galeras para defender la costa, no hubo acuerdo en subir el salario a los jueces de la Audiencia, ni sobre el derecho de los caballeros a llevar armas.

## Los acuerdos
El secretario de las Cortes fue Pere Franquesa i Esteve. Se acordó la creación de un nuevo impuesto, el derecho a galeras, a fin de recaptar financiación para la construcción específica de barcos de guerra. Se aplicaba sobre diversos productos como naipes, cueros y mercaderías estipuladas en los capítulos de concesión.
Se acordó que la Generalidad armara dos galeras pAra defender las costas catalanas, pero pronto se vio que la Capitanía General los utilizaba para el transporte de tropas a Italia y acabaron siendo presas a manos de los argelinos.
Se consideró el asunto del asesinato del escudero Marc-Antoni Forner, ocurrido en el castillo de Salses por el prior Hernando de Toledo, lugarteniente del capitán general de Cataluña. Por la renuncia de su sobrino Honorat Riu i Tord a toda reclamación, las Cortes votaron una concesión de 800 libras para misas y la petición al rey de un título de nobleza para Riu.
En el terreno jurídico:
- Se acordó dar preferencia a los doctores y bachilleres que hubiesen dado clase o residido al menos seis años en la universidad de Lérida a la hora de optar por una plaza en el Consejo Real y otros oficios.[5]
- Se estableció la obligatoriedad a los notarios de conocer a las personas que diesen testimonio y a no dar por válidas las actas que no tuvieran la solemnidad precisa.[6]
- Se estableció de forma clara un criterio de prelación de la legislación: derechos locales (escritos o no), derecho territorial (Usatges, Constituciones y Capítulos), derecho canónico, derecho cicil (incluyendo aquí el derecho común)
- A presentación de un agravio de Joan Granollacs, perseguido en 1590 y ahora perdonado, se declaró la inmunidad de los diputados en actuaciones relativas a la Generalidad de Cataluña.

No obstante, el contenido de mayor importancia fue probablemente la declaración de la legalidad vigente aprobada en Cortes, aunque no se aplicó como ya había pasado con la Constitución de la Observancia:

Por cuanto las Constituciones de Cataluña, capítulos y actas de Cortes, no se pueden hacer sino en Cortes Generales, y sea de justicia que las cosas se deshagan con la misma solemnidad que son hechas, por tanto estatuimos y ordenamos que las Constituciones de Cataluña, Capítulos y Actas de Cortes, no puedan ser revocadas, alteradas ni suspensas, sino en Cortes Generales, y que si se hace lo contrario, no tenga ninguna fuerza ni valor.
Felipe III

## Final accidentado
Acabadas las Cortes, Felipe III marchó sin firmar las constituciones, y cuando las remitió firmadas, había modificado algún capítulo. En concreto se alteraban las funciones del virrey y se prohibía el uso de los pedreñales. Este gesto recordó los sucesos similares ocurridos al final de las anteriores Cortes de Monzón (1585) e indignó a los diputados y conllevó una agria disputa entre el jurista Antonio Olibà y el virrey Lorenzo Suárez de Figueroa y Córdoba (duque de Feria), quien encarceló a los que protestaban. Finalmente, el rey destituyó al virrey y puso en su lugar a un hombre de consenso: el arzobispo de Tarragona Joan Terès i Borrull.

## Asistentes
En la sesión asistieron las siguientes personalidades conocidas:
- Presidente de las Cortes
  - Felipe III
- Secretario de las Cortes
  - Pere Franquesa i Esteve, protonotario de los reinos de la Corona de Aragón y conservador general de la Corona de Aragón

### Brazo Real
- Presidente del Brazo Real
  - Pere Benet Soler: conseller en cap
- Representantes del Brazo Real
  - Isabel Clara Eugenia de Austria: gobernadora de los Países Bajos, duquesa de Brabante, Limburg y Luxemburgo y condesa de Flandes, Artois y Borgoña
  - Alberto de Austria: gobernador de los Países Bajos
  - María de Austria y Portugal, viuda del emperador Maximiliano II de Habsburgo
  - Francisco de Sandoval y Rojas: duque de Lerma y grande de España
  - Jeroni Argensola i Montrodon: gobernador de los condados del Rosellón y la Cerdaña.
  - Joan Castelló i Guardiola: abogado fiscal patrimonial del Principado de Cataluña
  - Diego Covarrubias y Sanz: ministro del Consejo de Estado de España
  - Gerónimo Gassol y Romero: pronotario del Consejo de Aragón
  - M. Montserrat Guardiola i Terrades: regente del Consejo de Aragón
  - Joan Icart i Agustí: baile general del Principado de Cataluña
  - Gabriel Llupià i Saragossa: procurador real de los condados del Rosellón y Cerdaña
  - Josep Mur: regente de la Cancillería del Principado de Cataluña
  - Lluís de Peguera: oidor de la Audiencia de Cataluña
  - Rafael de Rovirola: canciller del Principado de Cataluña
  - Joan de Sabater: regente del Consejo de Aragón

### Brazo eclesiástico
- Presidente del brazo eclesiástico
  - Joan Terès i Borrull: arzobispo de Tarragona
- Diputados del Brazo eclesiástico
  - Miquel d'Aimeric i de Codina: abad de San Cugat del Vallés
  - Dionís Babau i Vilafranca: canónigo de Lérida
  - Rafael Batlle i Maler: vicario general del obispado de Elna
  - Joan Boscà: abad de Santa María de Amer
  - Andreu Capella: obispo de Urgel
  - Francesc Caralps: abad de San Pedro de Roda
  - Bernat de Cardona i de Queralt: abad de San Miguel de Cuixá
  - Juli Cordelles i Oms: oidor por el brazo eclesiástico de la Generalidad de Cataluña y hermano de su presidente Jaume Cordelles i Oms
  - Alfons Cruïlles: abad de Vallbona
  - Miquel Ferrer de Busquets: canónigo de Barcelona
  - Josep de Ferrús: canónigo de Solsona
  - Ferran Fiveller i Soldevila: oidor por el brazo eclesiástico de la Generalidad de Cataluña (hijo del conseller en cap de Barcelona Bernat Miquel Fiveller i Miquel)
  - Jaume Font: abad de Santa María de Lavaix
  - Pere Fontanella: abad de Santa María de las Avellanas
  - Benet Fontanella i Garraver: abad de San Pedro de Besalú
  - Francesc Garraver: abad de San Pedro de Besalú
  - Adrià Maymó i Destorrent: prior de Cataluña
  - Bartolomeu Montagut de Vallgornera i Setantí: abad de San Esteban de Bañolas
  - Pere Nogués: abad de Santa María de Santes Creus
  - Francesc Olivó d’Alvèrnia i Mercer de Jorba: abad de San Lorenzo del Monte
  - Cristòfor Queralt i Icart: canónigo de Tarragona
  - Francesc Robuster i Sala: obispo de Vich
  - Onofre de Reart: obispo de Elna
  - Francesc Russinyol: abad de San Pablo del Campo y de Sant Pere de la Portella
  - Lluís Sanç i Manegat: obispo de Solsona
  - Francesc de Sentjust i de Castre: abad de Santa María de Arles
  - Joan Tarròs: abad de Poblet
  - Pere Tomàs: canónigo de Gerona
  - Francesc Jeroni Tord i Peguera: abad de San Pedro de Camprodón
  - Juan Valenzuela: abad de San Feliu de Guíxols
  - Juan Valero: prior de la Cartuja de Escaladei

### Brazo militar
- Presidente del brazo militar
  - Diego de Aragón Folch de Cardona Olim Fernández de Córdoba: duque de Cardona y de Segorbe, marqués de Comares, grande de España
- Diputados del brazo militar
  - Rafael de Agullana y Sarriera Gurb: caballero de Santiago
  - Alexandre Albert i Estanybó: señor de Ponteilla
  - Jeroni Alentorn i Botella: señor de Seró y de la Doncell
  - Pau Altarriba i Trilles: señor de Alta-riba
  - Joan Pau Amat i Sant Just: señor de Çavall
  - Miquel Joan Amat i Palau: caballero
  - Enric Amat de Palou i d’Olorde i Amat: caballero
  - Joan d’Ança i de Luna Bellera: barón de Cervelló y Bellera
  - Jeroni Armengol i Cardona: señor de Rocafort de Montagut y de Selmella
  - Lleonard Aunés i Merella: caballero
  - Jordi Aymerich: noble
  - Bernat Aymerich i Codina: señor de Vilobí y de Valhonesta
  - Francesc Jeroni Babau i Vilafranca: caballero
  - Galceran Barceló i Navés: señor de Montgons
  - Antich Barutell i Montagut: señor de Bestracá y de Oix
  - Pere Pau Belloch i Palau: caballero
  - Jaume Belloch i Palau: caballero
  - Pere Bellver i Montrós: caballero
  - Joan de Castellvell: oidor del brazo militar
  - Joan de Vilanova Tragó
  - Joan Francesc Vilamala de Conangles

### Administración catalana
- Jaume Cordelles i Oms: presidente de la Generalidad de Cataluña

### Nombramientos nobiliarios
| - Título de conde - de Rocabertí i de Pacs, Francesc Jofre - Privilegios de noble - d'Amat i Desfar de Gravalosa, Miquel Joan (padre de Gispert d'Amat i Desbosc de Sant Vicenç) - d'Amat i Desfar de Gravalosa, Francesc (tío de Gispert d'Amat i Desbosc de Sant Vicenç) - d'Amat Olim Descar de Gravalosa i Cordelles, Elisabet - d'Amat Olim Ses Cases, Mariana - Argensola i Montrodon, Jeroni - Argensola i Montrodon, Francesc - Argensola Copons i Espès, Onofre - Armengol i Cardona, Jeroni - Armengol i Cardona, Ferran - Aunés i Tragó, Nuri Joan - Bellver i Montroig, Joan - Bellver i Montroig, Pere - Biure i Montserrat, Rafael Joan - Biure i Montserrat, Gaspar - Boixadors i Lull, Lluís - Calders i Gilabert, Miquel Jeroni - Camps i Meca, Jaume - Castellbell i Moliner, Josep - Claramunt i Cassador, Joan - Codina i Rossell, Pere Bernat - Copons i Calders, Joan Francesc - Copons i Malet, Felip - Cordelles i Oms, Alexandre (hermano del 79.º presidente de la Generalidad Jaume Cordelles i Oms) - Cruïlles i Terrades, Benet - Cruïlles i Terrades, Francesc - Cruïlles i Terrades, Joan - Descamps i Modaguer, Lluís - Descamps i Modaguer, Joan - *Descatllar i Cardona, Lluís - Desclergues i Cortes, Jeroni - Falcó i Soldevila, Miquel Baptista - Ferran i Ses Cases, Joan Antoni - Ferrera i Cordelles, Felip - Ferrera i Cordelles, Miquel - Ferrera i Cordelles, Josep - Fluvià Torrelles i Pol, Benet Joan - Franquesa i Esteve, Jaume Pau (hermano del secretario de las Cortes Pedro Franqueza) - Grimau i Vivers, Francesc - Guardiola i Terrades, Miquel Montserrat - Guilla i Oluja, Alemany - Ivorra i Olzinelles, Guillem - Junyent i Sapila, Francesc - Junyent i Erill, Gervasi - Lihori i Tersà, Dionís - Macip, Bernat - Mahull i Cervelló, Berenguer - Monsuar Arinyó i Albanell, Marc Antoni - Monsuar Arinyó i Albanell, Francesc - Montoloiu i Ros, Francesc - Mur, Josep - Olives i Terès, Epifani (sobrino del arzobispo de Tarragona Joan Terès i Borrull) - Olivó d’Alvèrnia i Sacirera, Carles - Olivó i Mercer de Jorba, Gaspar - Olmera i Cruïlles Puigpardines, Joan - Oluja i Meca, Galceran - Pons i Cerdans, Carles - Pons i Guilla, Guillem Raimon - Quarteroni, Daniel - de Queralt i d'Eroles, Lluís - de Queralt i Erill, Joan - Quintana, Josep - Reguer, Francesc - Robles y de León, Álvaro - Roger de Llúria i Oluja, Lluís - Roger i Vallseca, Felip - Sabater, Joan - Sacosta i Guilla, Gaspar - Sagarriga i Icart, Francesc - Saportella i Anfós, Jeroni - Sunyer i Roger, Guillem - Tamarit i Rifós, Miquel - Taquí i Oms, Francesc - Tord i Riembau, Miquel - Torres i Vendrell, Jeroni - Torres Aragó i Pelegrí, Bernardí | - Privilegios de caballero - Folcràs, Joan Pau - Fonoll, Joan Pau - Freixa i Caltellví, Miquel - Frígola i Albert, Antoni - Gelpí, Pere Miquel March - Gorchs, Joan Antoni - Graell, Gaspar - Janer, Martí Joan - Janer, Joan Gaspar - Jordà, Jaume - Jordà, Onofre Cristòfor - Lluch, Jeroni - Maduxer, Josep - Mitjavila, Francesc - Molera, Gaspar - Moltalt, Francesc - Montaner, Hug - Montserrat i Gomar, Damià - Moradell i Fogasot, Pau - Morer de Toses, Joan - Mur, Josep - Negroto, Ambrosio - Negroto, Girolamo - Negroto, Giacomo - Negroto, Giovanni - Olives i Terès, Epifani (sobrino del arzobispo de Tarragona Joan Terès i Borrull) - Olzina i Cotxa, Gabriel - Olzina y Pedrolo, Miguel Francisco - Oms i Biure, Miquel - Osset i Castellví, Lluís - Paratge i Bellfort, Segimon - Polit, Agustí - Pons i Almar, Jeroni - Puiggener, Miquel - Ramera, Francesc - Riu i Tord, Honorat - Rolland, Michel - Rossell, Jeroni - Rubí i Coll, Rafael - Rubió, Jeroni - Sala, Jaume (sobrino del obispo de Vich, Francesc Robuster i Sala) - Sala i de la Martrira, Miquel - Saporta i Munyós, Climent - Saporta i Soldevila, Miquel - Serra, Joan Pau - Pere Benet Soler (Conseller en Cap) - Taverner i Palau, Bernat - Terreros, Miguel - Valencià, Francesc Pere - Vilalta, Antoni - Vilaseca, Pere Jaume - Vilella, Joan - Privilegios de ciudadanos y burgueses honrados - Astor, Josep Francesc (sobrino del vicario general del arzobispado de Tarragona, Antoni Joan Astor) - Bassols, Rafael - Bonanat, Josep - Brémond, Pierre Antoine - Brossa, Joan Francesc - Bru, Jaume - Cadarset, Pere - Camprodon i Camprodon, Antich - Carbonell i Trinyach, Josep - Llobera i Roger, Lluís - Llobet, Onofre - Manyalich, Jaume - Masdemunt i Janer, Rafael - Moltalt, Pere - Montaner i Sabater, Felip Dimes - Montaner, Rafael - Montserrat i Gomar, Damià - Oliva, Rafael - Oriol i Montlleó, Joan Baptista - Palau, Joan Arnau - Parrinet, Pierre Jean - Pasqual i Alenyà Cadell, Jaume - Paulet, Jaume Antoni - Paulet i Mates, Joan Lluís - Pedró, Nicolau - Pellisser, Bernat - Pellisser, Francesc - Pi, Gaspar - Piferrer, Damià - Puig, Jaume - Reart, André - Reart, Jean François - Ribes, Pere - Riu i Ballaró, Jaume - Riu i Canta, Rafael - Rovira, Maximilià - Sabater, Onofre - Sala, Andreu - Serragut, Antoni - Serra Arnau, Jeroni - Solà, Bernat - Terrena i Maler, Gaspar - Torres, Rafael - Tria de Renuy, Joan - Trinyach i Oms, Antoni - Trinyach, Jeroni - Trinyach, Francesc - Tristany, Jaume - Verdet, Joan Hug - Vilaseca i Xammar, Galceran - Hábitos de las órdenes militares - Gerónimo Albanell Llull Girón de Rebolledo Soler - Joan Boixadors Pachs Erill Burgès |